# Domenico Bruschi

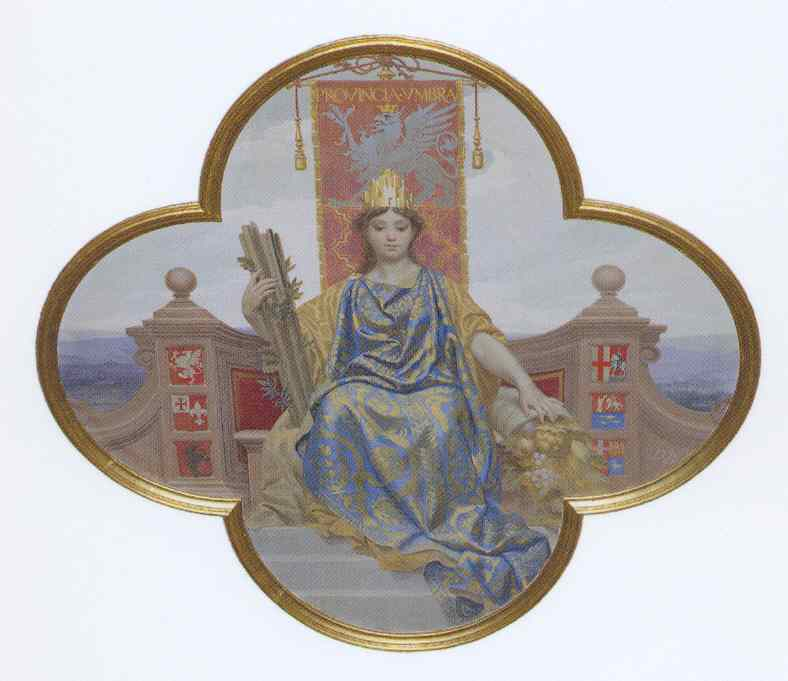
Rappresentazione allegorica della provincia Umbria di Domenico Bruschi.

Domenico Bruschi (Perugia, 13 giugno 1840 – Roma, 19 ottobre 1910) è stato un pittore italiano.

## Biografia

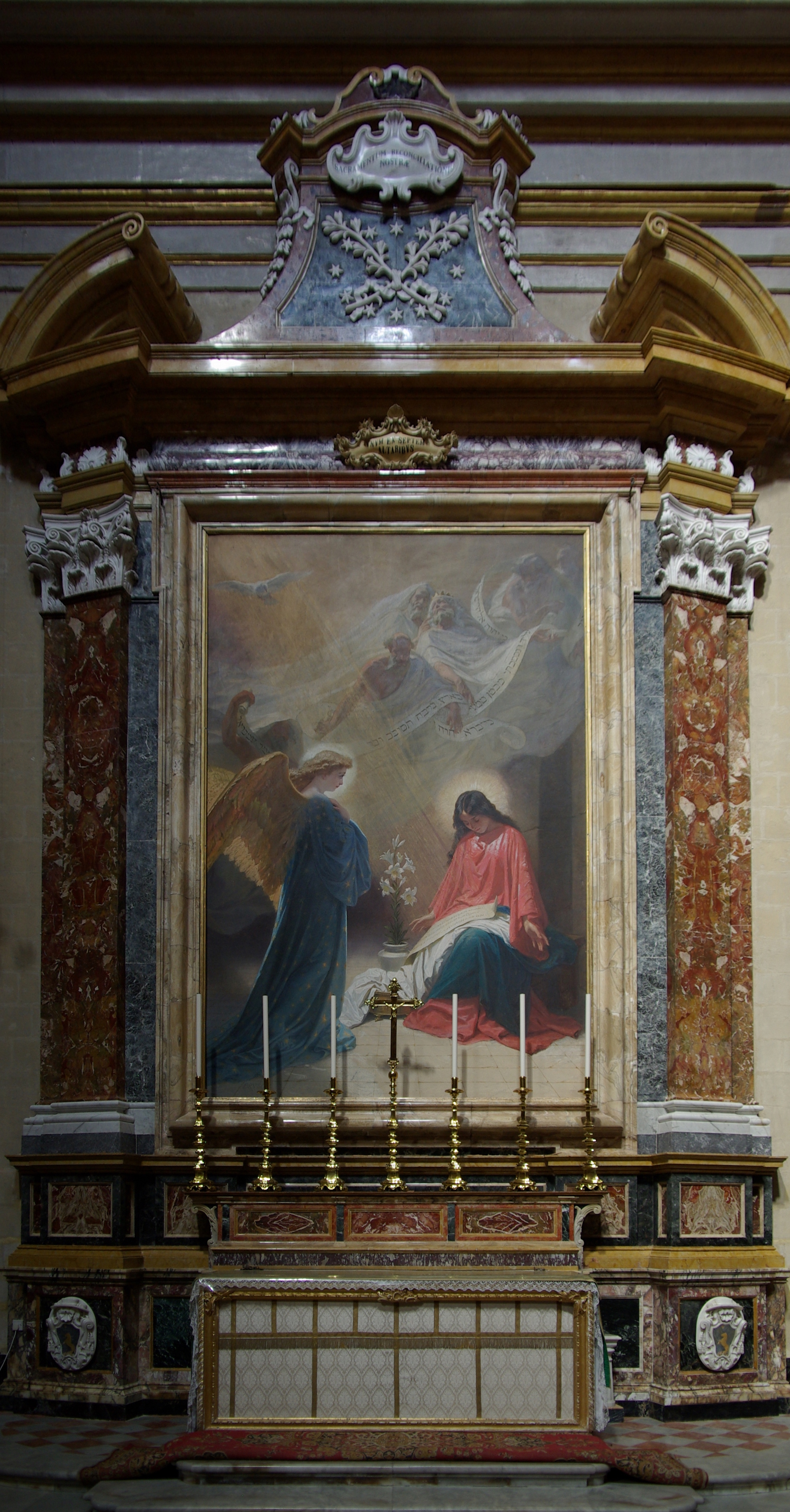
Annunciazione (1886), Cattedrale di San Paolo, Mdina, Malta.

Fu insieme al coetaneo Annibale Brugnoli il protagonista dell'ambiente artistico nella Perugia postunitaria, affrescando tra gli altri Palazzo Cesaroni.
Dopo un breve periodo d'apprendistato in Inghilterra tra il 1862 ed il 1868, si trasferì a Roma dove collaborò anche con Cesare Mariani al Palazzo della Consulta (1870 - 1871). Alcuni anni dopo divenne amico di Nino Costa ed entrò nella sua cerchia artistica. Nella capitale ricoprì il ruolo di maestro di disegno ornamentale, presiedendo all'Accademia di San Luca.
Il Bruschi iniziò l'attività artistica a Perugia nel 1857, quando fu impegnato nella decorazione della cappellina di San Giuseppe nella chiesa di San Pietro. Dopo il suo ritorno dall'Inghilterra affrescò, nel 1869, la cappella del Rosario nella navata destra di San Domenico di Perugia. La sua prima opera importante, che gli acquistò gran fama, furono gli affreschi della sala del Consiglio provinciale nel Palazzo della Provincia e della Prefettura di Perugia. Negli anni 1876-1877 decorò la cappella di Sant'Onofrio. Sempre a Perugia, e nel 1880 la facciata del palazzo del vescovado. Sempre nel 1880 dipinge il  sipario del Teatro Sociale di Amelia con il leggendario assedio di Federico Barbarossa. Nel 1886 affresca la Cappella dei Conti Bufalari nella Chiesa Collegiata di Santa Maria Assunta a Lugnano in Teverina. Sempre nell’Amerino, e precisamente nel capoluogo: Amelia il Bruschi interviene nel 1890. affrescando sia il primo che il secondo piano di Palazzo Rosa-Carità e, intorno gli stessi anni la sua firma la ritroviamo anche nell’Annunciazione della chiesa della SS Annunziata sempre ad  Amelia.  
Nel 1901 esegue gli affreschi dell'Oratorio Annunziata di Perugia, con episodi del Nuovo Testamento e altre scene bibliche, dove nella rappresentazione di Anna  è il suo autoritratto.
Una delle imprese più riuscite del Bruschi risale al 1875 ed è la decorazione della cappella del Crocifisso ai Santi Apostoli a Roma.
Ebbe 6 figli: Carlo Bruschi, Alfredo Bruschi, Vittoria Bruschi, Amalia Bruschi (Pittrice, 1863 - 1946), Anna e Luigia

## Opere
- 1886, Annunciazione, dipinto su tela, opera custodita nella cappella omonima della cattedrale di San Paolo di Mdina.
- 1894, Morte di San Giuseppe, olio su tela, opera custodita nella chiesa parrocchiale dell'Assunzione di Maria di Gudia, Malta.